# 王淑珍 (1935年)
王淑珍（1935年1月—），女，河北新河人，生于天津，中华人民共和国政治人物。曾任中共第十届中央委员。

## 生平
1949年9月加入中国新民主主义青年团，1952年8月加入中国共产党。1965年2月至1971年6月任天津市棉纺四厂值班长、分厂书记，1971年5月至1973年11月任中共天津市委常委。1973年11月至1977年10月任中共天津市委书记，1974年12月至1977年10月任天津市革命委员会副主任。1973年4月至1978年6月任共青团天津市委书记。